# Phytomastax hissarica
Phytomastax hissarica is een rechtvleugelig insect uit de familie Eumastacidae. De wetenschappelijke naam van deze soort is voor het eerst geldig gepubliceerd in 1947 door Bey-Bienko.